# Беджер (Айова)
Беджер (англ. Badger) — місто (англ. city) в США, в окрузі Вебстер штату Айова. Населення — 522 особи (2020).

## Географія
Беджер розташований за координатами 42°36′51″ пн. ш. 94°8′40″ зх. д. / 42.61417° пн. ш. 94.14444° зх. д. (42.614146, -94.144546).  За даними Бюро перепису населення США в 2010 році місто мало площу 2,83 км², уся площа — суходіл.

## Демографія
Згідно з переписом 2010 року, у місті мешкала 561 особа в 215 домогосподарствах у складі 163 родин. Густота населення становила 198 осіб/км².  Було 229 помешкань (81/км²).
Расовий склад населення:
| - 97,7 % — білих - 0,4 % — чорних або афроамериканців - 0,2 % — корінних американців - 0,2 % — азіатів |

До двох чи більше рас належало 1,6 %. Частка іспаномовних становила 1,2 % від усіх жителів.
За віковим діапазоном населення розподілялося таким чином: 26,9 % — особи молодші 18 років, 60,4 % — особи у віці 18—64 років, 12,7 % — особи у віці 65 років та старші. Медіана віку мешканця становила 38,7 року. На 100 осіб жіночої статі у місті припадало 97,5 чоловіків;  на 100 жінок у віці від 18 років та старших — 97,1 чоловіків також старших 18 років.
Середній дохід на одне домашнє господарство  становив 60 633 долари США (медіана — 60 536), а середній дохід на одну сім'ю — 68 240 доларів (медіана — 66 806). Медіана доходів становила 42 361 долар для чоловіків та 31 250 доларів для жінок. За межею бідності перебувало 4,9 % осіб, у тому числі 5,4 % дітей у віці до 18 років та 0,0 % осіб у віці 65 років та старших.
Цивільне працевлаштоване населення становило 281 осіб. Основні галузі зайнятості: освіта, охорона здоров'я та соціальна допомога — 23,5 %, виробництво — 19,2 %, роздрібна торгівля — 15,3 %.